# Ohridohauffenia depressa
Ohridohauffenia depressa is een slakkensoort uit de familie van de Hydrobiidae. De wetenschappelijke naam van de soort is voor het eerst geldig gepubliceerd in 1957 door Radoman.